# Juan Montiel
Juan Carlos Montiel (ur. 12 listopada 1965 w Montevideo) – urugwajski bokser, brązowy medalista w kategorii do 75 kg na Igrzyskach Panamerykańskich w 1987.